# Vazzola

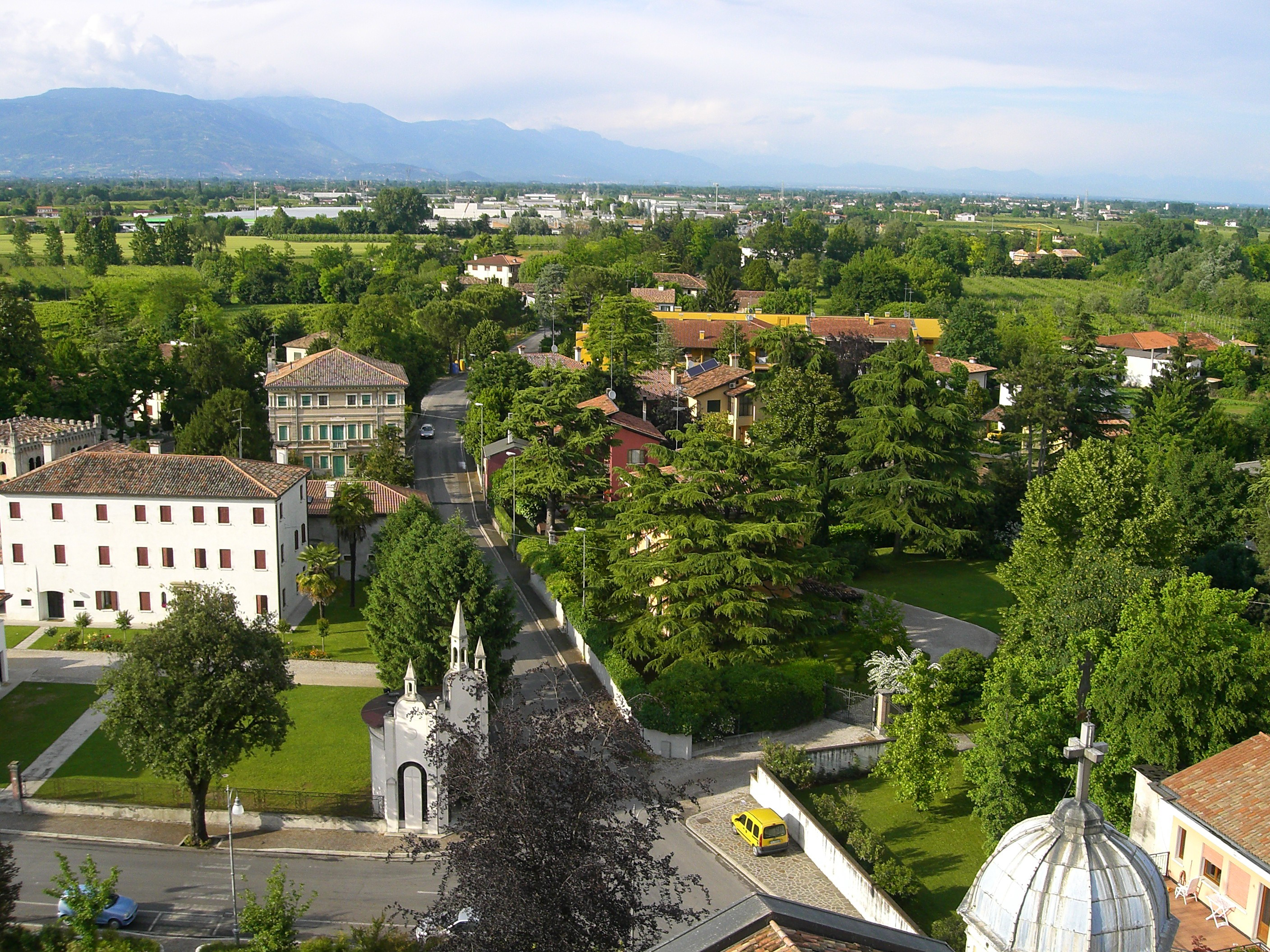
Vazzola

Vazzola ist eine nordostitalienische Gemeinde (comune) mit 6772 Einwohnern (Stand 31. Dezember 2023) in der Provinz Treviso in Venetien. Die Gemeinde liegt etwa 22 Kilometer nordöstlich von Treviso nahe dem Canale Faver.

## Töchter und Söhne der Gemeinde
- Flavio Vanzella (* 1964), Radrennfahrer und Weltmeister